# Charcot-Trias (Neurologie)
Die Charcot-Trias I (engl. Charcot's triad 1) bezeichnet in der Neurologie einen Symptomenkomplex aus Nystagmus, Intentionstremor und abgehackter (skandierender) Sprache. Sie ist nach dem französischen Neurologen Jean-Martin Charcot benannt.
Die neurologische Charcot-Trias ist spezifisch für Störungen des Kleinhirns, zum Beispiel bei Entmarkungsherden im Kleinhirn, welche bei ca. 15 % der Multiple-Sklerose-Erkrankten auftreten.